# Plumularia siliculata
Plumularia siliculata is een hydroïdpoliep uit de familie Plumulariidae. De poliep komt uit het geslacht Plumularia. Plumularia siliculata werd in 1967 voor het eerst wetenschappelijk beschreven door Mammen. 